# Arthur Neumann
Pour les articles homonymes, voir Neumann.
Arthur Neumann, né le 17 janvier 1890 à Hambourg et mort le 4 mars 1974 à Rostock, est un pilote d'avions allemand, un des pionniers du vol polaire. 
Il est en 1923 le premier à piloter un avion propulsé au nord du 80e parallèle.

## Biographie
Neumann entre d'abord dans la marine. Pendant la Première Guerre mondiale, il sert comme sous-officier dans la Kaiserliche Marine. Il devient monteur dans les aviateurs navals et finalement pilote. Après la guerre, il se tourne vers l'aviation civile et devient en 1921 pilote pour Junkers Motorenbau und Junkers Flugzeugwerk (de), où il est rapidement considéré comme un « pilote expérimenté du Nord ».
Au printemps 1923, Neumann reçoit une offre de la direction de Junkerswerke pour participer à une expédition de secours pour l'explorateur polaire norvégien Roald Amundsen en tant que pilote d'un monoplan F 13. Amundsen a acheté un Larsen JL-6, une réplique du Junkers F 13, aux États-Unis et prévoit de le faire voler de Point Barrow, en Alaska, au-dessus du pôle Nord jusqu'au Spitzberg. Cependant, les experts de Junkers doutent qu'il soit possible d'étendre l'autonomie de la machine aux 3 400 km requis avec des réservoirs supplémentaires. Afin de ne pas nuire à l'image de l'entreprise, il est décidé d'envoyer un avion au Spitzberg, qui servira à installer des dépôts de nourriture, de carburant, de médicaments et d'équipements sur la banquise au nord du Spitzberg et, dans le cas où Amundsen aurait effectuer un atterrissage d'urgence avant d'atteindre sa destination, être disponible pour d'autres mesures de sauvetage.
Neumann accepte l'offre et se rend à Tromsø début juin 1923 pour participer à une petite expédition avec l'avion D 260 Eisvogel démonté. Peu de temps avant l'arrivée de leur navire, les membres de l'expédition apprennent qu'Amundsen a annulé son vol polaire. Après consultation de la Junkerswerke, il est décidé de poursuivre le voyage. L'écrivain et photographe suisse Walter Mittelholzer est censé prendre des photos et filmer le Spitzberg depuis le cockpit du F 13 piloté par Neumann. Les photographies sont destinées à tester les possibilités de cartographier les zones difficiles d'accès à l'aide d'une méthode photogrammétrique basée sur des photographies aériennes obliques. Le film publicitaire Im Junkersflugzeug über Spitzbergen est réalisé à partir des images du film.
Le 4 juillet 1923, l'expédition s'installe dans les bâtiments vides de la station de radio norvégienne à Grønfjord, à 2,5 km au sud de Green Harbor. Les jours suivants, Neumann effectue des vols d'essai avec des distances de vol croissantes. Le 8 juillet, Neumann et Mittelholzer entreprennent un grand vol touristique sur une distance d'environ 1 000 km. Bien que le moteur ait eu des problèmes, ils atteignent le Nordaustlandet - en passant par le détroit d'Hinlopen - et traversent le 80e parallèle au niveau de l'île de Kvaløya. Suivant la lisière de la banquise au nord de l'ouest du Spitzberg vers l'ouest, le Eisvogel (martin-pêcheur) s'envole vers Danskøya et y tourne vers le sud-sud-ouest pour rejoindre à nouveau son point de départ après près de sept heures de vol. Malheureusement, les dégâts sur le moteur n'ont pas permis un nouveau démarrage.
Neumann et Mittelholzer ont ainsi entrepris le vol propulsé le plus au nord du monde. Les premières photographies aériennes du Spitzberg ont été prises. Les deux hommes ont ensuite exprimé l'opinion que s'ils avaient été mieux préparés et avaient eu un avion intact, ils auraient pu atteindre le pôle,.
Après son retour, Neumann a continué à travailler pour Junkers Luftverkehrs AG et son successeur, Deutsche Luft Hansa AG. Entre autres choses, il s'est envolé pour l'Islande. En 1929, il forme des pilotes soviétiques aux règles de vol aux instruments. 
Arthur Neumann a passé ses dernières années dans le quartier Warnemünde à Rostock. Sa tombe se trouve au Nouveau Cimetière de la ville.